# Hemerobius conjunctus
Hemerobius conjunctus is een insect uit de familie van de bruine gaasvliegen (Hemerobiidae), die tot de orde netvleugeligen (Neuroptera) behoort. 
Hemerobius conjunctus is voor het eerst wetenschappelijk beschreven door Fitch in 1855.